# Paranathrix
Paranathrix is een geslacht van vliesvleugeligen uit de familie Encyrtidae. De wetenschappelijke naam van dit geslacht is voor het eerst geldig gepubliceerd in 1980 door Myartseva.

## Soorten
Het geslacht Paranathrix omvat de volgende soorten:
- Paranathrix acanthococci (Myartseva, 1977)
- Paranathrix tachikawai (Shafee, Alam & Agarwal, 1975)